# Mongol
El mongol és una llengua mongòlica. L'idioma es parla principalment a Mongòlia per unes 2.300.000 persones i a la Xina per més de tres milions. El dialecte de Mongòlia s'anomena generalment 'khalkha' i el de la Xina 'chahar'. El mongol s'escriu amb dos alfabets diferents, l'alfabet ciríl·lic, que és el més habitual, i l'alfabet mongol, que és el tradicional.

## Fonologia
El mongol presenta harmonia vocàlica i set vocals amb valor de fonema, que poden presentar al·lòfons (entre sons llargs i breus) segons la posició que ocupin. El seu inventari de consonants és mitjà, amb predomini dels sons oclusius, fricatius i africats. La majoria de paraules tenen la síl·laba tònica a la primera síl·laba del mot, amb presència d'un accent secundari si la paraula és molt llarga, però pot haver-hi canvis en manlleus i variants dialectals.

## Gramàtica
El mongol és una llengua SOV aglutinant, com altres idiomes de la zona, si bé la presència de declinacions fa que l'ordre de les paraules pugui variar amb freqüència. Els substantius es declinen en vuit casos: nominatiu, genitiu, datiu, acusatiu, ablatiu, instrumental, comitatiu i direccional. La negació s'expressa amb l'addició de sufixos a diferents elements de la frase.
Existeixen diferents veus: passiva, causativa, recíproca, plurativa i cooperativa, sense que totes elles s'hagin de marcar a través del verb com passa en els idiomes indoeuropeus.

## Text d'exemple
Exemple de mongol amb la seva traducció al català:
- Elee heree galuu gurav ereg ergeldene
- "El falcó, el corb i l'ànec volen sobre la vora del mar"